# Tensão hidrostática
Em mecânica de meios contínuos uma tensão hidrostática é uma tensão isotrópica determinada pela força peso da coluna d'água sobre um determinado ponto. É frequentemente usado o termo intercambiável pressão, também conhecido como tensão confinante, particularmente na área da geomecânica. Sua magnitude {\displaystyle \sigma _{h}} pode ser expressa por
{\displaystyle \sigma _{h}=\displaystyle \sum _{i=1}^{n}\rho _{i}gh_{i}\!,}
sendo {\displaystyle i} um índice denotando distintas camadas de material sobre o ponto de interesse, {\displaystyle \rho _{i}} a densidade de cada camada, {\displaystyle g} a aceleração da gravidade, e {\displaystyle h_{i}} a altura (ou espessura) de cada camada de material. Por exemplo, a magnitude da tensão hidrostática atuando em um ponto dez metros abaixo do nível d'água é
{\displaystyle \sigma _{h,sand}=\rho _{w}gh_{w}=1000\,{\text{kg/m}}^{3}\cdot 9.8\,{\text{m/s}}^{2}\cdot 10\,{\text{m}}=9.8\cdot {10^{4}}{kg/ms^{2}}=9.8\cdot 10^{4}{N/m^{2}}\!,}
onde o índice {\displaystyle w} indica water (água).
Pelo fato de a pressão hidrostática ser isotrópica, a mesma atua igualmente em todas as direções. Em forma tensorial, a tensão hidrostática é expressa por
{\displaystyle \sigma _{h}I_{3}=\left[{\begin{array}{ccc}\sigma _{h}&0&0\\0&\sigma _{h}&0\\0&0&\sigma _{h}\end{array}}\right]\!,}
sendo {\displaystyle I_{3}} uma matriz identidade 3x3.